# Catherine Kang
Catherine Seulki Kang  (sinh ngày 25 tháng 9 năm 1987) là một học viên taekwondo người Trung Phi gốc Hàn Quốc. Cô đã tham dự Thế vận hội Mùa hè 2012 trong nội dung 49 kg nữ. Cô là người cầm cờ cho đội Cộng hòa Trung Phi tại lễ khai mạc. Vào ngày 8 tháng 8, cô đã bị đánh bại trong vòng sơ loại trước Lucija Zaninović của Croatia.